# Daltoński plan laboratoryjny
Daltoński plan laboratoryjny – system nauczania, opracowany w latach 20. XX w. przez Helen Parkhurst.

## Historia
Zanim Helen Parkhurst stworzyła koncepcję planu daltońskiego, przez kilka lat współpracowała z Marią Montessori. Po zakończeniu współpracy stworzyła własną koncepcję dotyczą edukacji, którą opisała w wydanej w 1922r. książce „Edukacja według Planu Daltońskiego”.
Pierwsza szkoła opierająca się na zasadach sformułowanych przez Helen Parkhurst powstała w 1919 r. w Dalton (stan Massachusetts w USA), stąd nazwa tego nurtu. Koncepcja pracy edukacyjnej wg planu daltońskiego rozprzestrzeniała się następnie w USA, potem w Anglii i w Holandii. W Polsce jej pionierką w okresie dwudziestolecia międzywojennego była dr Jadwiga Młodowska, dyrektorka Państwowego Seminarium Nauczycielskiego Żeńskiego w Chełmie.
Współcześnie propagowaniem tej idei oraz certyfikacją placówek daltońskich zajmuje się Fundacja Dalton International z siedzibą w Holandii. W Polsce organizacją uprawnioną do certyfikacji szkół i przedszkoli jest Polskie Stowarzyszenie Dalton. Placówek daltońskich aktualnie w Polsce jest ponad 50, natomiast na świecie około 400. Współcześnie koncepcja planu daltońskiego jest szeroko rozpowszechniona w nauczaniu elementarnym (od 4 do 12 roku życia) w Austrii, Holandii, Republice Czeskiej, Wielkiej Brytanii, w Niemczech, na Węgrzech oraz Australii, Korei, Tajwanie, Chile, Japonii. Najstarsza szkoła daltońska działa obecnie w Stanach Zjednoczonych.

## Założenia
Plan daltoński zakłada indywidualizację procesu uczenia się, realizację zróżnicowanych zadań w zależności od wieku i możliwości ucznia.
Opiera się on na trzech filarach: odpowiedzialności, współpracy i samodzielności.
Odpowiedzialność zakłada uświadomienie dzieciom, że ponoszą odpowiedzialność za wyniki procesu edukacyjnego oraz sposób jego realizacji. Sprzyja temu rozwijanie umiejętności planowania własnej pracy, czemu służą m.in. specjalnie opracowane tablice znajdujące się w salach lekcyjnych. Samodzielność zakłada, że dzieci samodzielnie znajdują rozwiązania i wykonują zadania. Nauczyciel dopasowuje poziom trudności zadań do możliwości dzieci, mając na względzie ich rozwój edukacyjny oraz służy wsparciem, tylko gdy jest ono konieczne. Współpraca zakłada korzystanie z pomocy rówieśników oraz wspólne realizowanie różnych projektów. Unika się rywalizacji i konkurencji.